# Дмитриевка (Зилаирский район)
Дмитриевка (баш. Дмитриевка) — деревня в Зилаирском районе Республики Башкортостан Российской Федерации. Административный центр Дмитриевского сельсовета.

## География

### Географическое положение
Расстояние до:
- районного центра (Зилаир): 30 км,
- ближайшей железнодорожной станции (Сибай): 145 км.

## Население
| 2002 | 2009 | 2010 |
| ---- | ---- | ---- |
| 286  | ↘251 | ↘224 |

Национальный состав
Согласно переписи 2002 года, преобладающая национальность — русские (80 %).